# Stichting Voorouder
De Stichting Voorouder is een Nederlandse stichting die gespecialiseerd is in bevolkingsreconstructies, DNA-verwantschapsonderzoek en onderzoek naar oorlogsgetroffenen.

## Onderzoek
- Namen slachtoffers bombardement op Rotterdam van 14 mei 1940 en de oorlogshandelingen die daaraan vooraf gingen [1][2][3]

- Namen slachtoffers bombardement op Rotterdam-West, Schiedam, Hoogvliet, Pernis en Heijplaat van 31 maart 1943 [4][5]

- De onderduik van de Duits-Joodse familie Hecht tijdens de Tweede Wereldoorlog in Nederland en de gevolgen daarvan op latere generaties [6]